# German Open Championships
Die German Open Championships (GOC) im Tanzsport sind ein jährlich wiederkehrendes Großturnier von internationaler Bedeutung. Ab 1987 wurden die German Open im Mannheimer Rosengarten durchgeführt, seit dem Umzug nach Stuttgart 2004 finden sie im dortigen Kultur- und Kongresszentrum Liederhalle (KKL) statt. Die GOC ist zwischenzeitlich das Turnier mit dem größten Starterfeld weltweit.
Die GOC dürfte die internationalste Sportveranstaltung auf deutschem Boden sein, sofern nicht gerade die Olympischen Spiele in Deutschland stattfinden.
Turniertanzsportler der Amateure und Professionals in den lateinamerikanischen wie in den Standardtänzen messen sich bei den GOC auf höchstem internationalen Niveau, in ihren jeweiligen Altersklassen Juveniles I (bis 9 Jahre), Juveniles II (10–11), Juniors I (12–13), Juniors II (14–15), Youth (16–18), Adults (über 18), Seniors I (ab 35), Seniors II (ab 45), Seniors III (ab 55), Seniors IV (ab 65), Seniors V (ab 75) sowie den Professionals (ohne Altersvorgabe).
Seit 2005 finden im Rahmen der GOC auch Wettbewerbe im Boogie-Woogie in den Gruppen Main Class, Seniors und Juniors statt.
Bis inklusive 2022 wurden ausgewählte Turniere zum Teil live vom SWR Fernsehen übertragen. Seit 2023 wird ein Live-Streaming angeboten.
2011 war ein GOC Rekordjahr: insgesamt waren 4.209 Starts von Tanzpaaren zu verzeichnen. Pro Tag besuchten im Schnitt rund 4.000 Besucher die GOC.

## Sieger der vergangenen Jahre
| Jahr/Klasse | Hauptgruppe S Latein/Grand Slam                                                       | Hauptgruppe S Standard/Grand Slam                                               | Senioren I S Standard                                                | Profis Latein/Super Grand Prix                             | Profis Standard/Super Grand Prix                                          |
| ----------- | ------------------------------------------------------------------------------------- | ------------------------------------------------------------------------------- | -------------------------------------------------------------------- | ---------------------------------------------------------- | ------------------------------------------------------------------------- |
| 2024        | Schmitt, Charles-Guillaume – Salikhova, Elena Frankreich                              | Glukhov, Alexey – Glazunova, Anastasia Moldau                                   | Manni, Stefano - Manni, Tatiana Italien                              | Smolko, Marts - Bazykina, Tina Lettland                    | Linis, Edgars - Line, Eliza Lettland                                      |
| 2023        | Balan, Marius-Andrei – Moshenska, Khrystyna Deutschland, TSC Rot-Gold-Casino Nürnberg | Glukhov, Alexey – Glazunova, Anastasia Moldau                                   | Guidotti, Manuel - Mariotti, Silvia Italien                          | Silvestri, Andrea - Varadi, Martina Ungarn                 | Linis, Edgars - Line, Eliza Lettland                                      |
| 2022        | Balan, Marius-Andrei – Moshenska, Khrystyna Deutschland, Schwarz-Weiß-Club Pforzheim  | Sodeika, Evaldas - Zukauskaite, Ieva Litauen                                    | Guidotti, Manuel - Mariotti, Silvia Italien                          | Silvestri, Andrea - Varadi, Martina Ungarn                 | Lacitis, Vaidotas - Golodneva, Veronika Litauen                           |
| 2019        | Balan, Marius-Andrei – Moshenska, Khrystyna Deutschland, Schwarz-Weiß-Club Pforzheim  | Sodeika, Evaldas - Zukauskaite, Ieva Litauen                                    | Vorobiev, Dmitry - Skripnik, Oxana Russland                          | Goffredo, Gabriele – Matus, Anna Moldau                    | Zharkov, Dmitry – Kulikova, Olga Russland                                 |
| 2018        | Balan, Marius-Andrei – Moshenska, Khrystyna Deutschland, Schwarz-Weiß-Club Pforzheim  | Zharkov, Dmitry – Kulikova, Olga Russland                                       | Vorobiev, Dmitry – Skripnik, Oxana Russland                          | Goffredo, Gabriele – Matus, Anna Moldau                    | Vezelis, Donatas – Chatkeviciute, Lina Litauen                            |
| 2017        | Goffredo, Gabriele – Matus, Anna Moldau                                               | Zharkov, Dmitry – Kulikova, Olga Russland                                       | Bono, Christian – Bono, Elena Italien                                | Smolko, Marts – Bazykina, Tina Lettland                    | Ferruggia, Benedetto – Köhler, Claudia Deutschland, TSC Astoria Stuttgart |
| 2016        | Goffredo, Gabriele – Matus, Anna Moldau                                               | Segatori, Simone – Sudol, Annette Deutschland TSC Astoria Stuttgart             | Bono, Christian – Bono, Elena Italien                                | Andrey Zaytsev – Anna Kuzminskaya Russland                 | Ferruggia, Benedetto – Köhler, Claudia Deutschland, TSC Astoria Stuttgart |
| 2015        | Armen Tsaturyan – Svetlana Gudyno Russland                                            | Segatori, Simone – Sudol, Annette Deutschland TSC Astoria Stuttgart             | Christian Bono – Elena Bono Italien                                  | Andrey Zaytsev – Anna Kuzminskaya Russland                 | Ferruggia, Benedetto – Köhler, Claudia Deutschland, TSC Astoria Stuttgart |
| 2014        | Langella, Aniello – Moshenska, Khrystina Italien                                      | Segatori, Simone – Sudol, Annette Deutschland TSC Astoria Stuttgart             | Christian Bono – Elena Bono Italien                                  | Zanibellato, Martino – Abildstrup, Michelle Dänemark       | Gozzoli, Mirko – Daniute, Edita Litauen                                   |
| 2013        | Langella, Aniello – Moshenska, Khrystina Italien                                      | Valeri, Emanuel – Kehlet, Tania Dänemark                                        | Stefano Bernardini – Stefania Martellini Italien                     | Zanibellato, Martino – Abildstrup, Michelle Dänemark       | Gozzoli, Mirko – Daniute, Edita Litauen                                   |
| 2012        | Zaytsev, Andrey – Kuzminskaya, Anna Russland                                          | Ferruggia, Benedetto – Köhler, Claudia Deutschland, TSC Astoria Stuttgart       | Lax, Tassilo – Lax, Sabine Deutschland, Tanzsportzentrum Dresden     | Plohl, Zoran – Lahvinovich, Tatsiana Slowenien             | Bosco, Paolo – Clifton, Joanne Italien                                    |
| 2011        | Zaytsev, Andrey – Kuzminskaya, Anna Russland                                          | Ferruggia, Benedetto – Köhler, Claudia Deutschland, TSC Astoria Stuttgart       | Lax, Tassilo – Lax, Sabine Deutschland, Tanzsportzentrum Dresden     | Silde, Alexey – Firstova, Anna Russland                    | Soale, Domenico – Cerasoli, Gioia Italien                                 |
| 2010        | Silde, Alexey – Firstova, Anna Russland                                               | Ferruggia, Benedetto – Köhler, Claudia Deutschland, TSC Astoria Stuttgart       | Bernardini, Stefano – Martellini, Stefania Italien                   | Cocchi, Riccardo – Zargouychenko, Yulia Vereinigte Staaten | Gozzoli, Mirko – Betti, Alessia Italien                                   |
| 2009        | Silde, Alexey – Firstova, Anna Russland                                               | Ferruggia, Benedetto – Köhler, Claudia Deutschland, TSC Astoria Stuttgart       | Bernardini, Stefano – Martellini, Stefania Italien                   | Cocchi, Riccardo – Zargouychenko, Yulia Vereinigte Staaten | Gozzoli, Mirko – Betti, Alessia Italien                                   |
| 2008        | Di Fillipo, Stefano – Melnikova, Anna Italien                                         | Ferruggia, Benedetto – Köhler, Claudia Deutschland, Schwarz-Weiß-Club Pforzheim | Bernardini, Stefano – Martellini, Stefania Italien                   | Vescovo, Maurizio – Törökgyörgy, Melinda Ungarn            | Gozzoli, Mirko – Betti, Alessia Italien                                   |
| 2007        | Vescovo, Maurizio – Törökgyörgy, Melinda Ungarn                                       | Bosco, Paolo – Pitton, Silvia Italien                                           | Bernardini, Stefano – Martellini, Stefania Italien                   | Formica, Franco – Lebedev, Oxana Deutschland               | Gozzoli, Mirko – Betti, Alessia Italien                                   |
| 2006        | Stokkebroe, Peter – Juel Stokkebroe, Kristina Dänemark                                | Soale, Domenico – Cerasoli, Gioia Italien                                       | Lukawczyk, Slawek – Klein, Edna Belgien                              | Kryklyyvy, Slavik – Khvorova, Elana Russland               | Gozzoli, Mirko – Betti, Alessia Italien                                   |
| 2005        | Cocchi, Riccardo – Wilkinson, Joanne Italien                                          | Soale, Domenico – Cerasoli, Gioia Italien                                       | Schmidt, Volker – Jonas, Ellen Deutschland, Schwarz-Rot-Club Wetzlar | Watson, Bryan – Carmen Deutschland                         | Pino, William – Bucciarelli, Alessandra Italien                           |
| 2004        | Formica, Franco – Nikiforova, Oksana Deutschland, TC Nova Gießen                      | Soale, Domenico – Cerasoli, Gioia Italien                                       | Schmidt, Volker – Jonas, Ellen Deutschland, Schwarz-Rot-Club Wetzlar | Korotin, Eduard – Esko, Kristine Estland                   | Gozzoli, Mirko – Betti, Alessia Italien                                   |
| 2003        | Formica, Franco – Nikiforova, Oksana Deutschland, TC Nova Gießen                      | Gozzoli, Mirko – Betti, Alessia Italien                                         | Schmidt, Volker – Jonas, Ellen Deutschland, Schwarz-Rot-Club Wetzlar | Watson, Bryan – Carmen Deutschland                         | Pino, William – Bucciarelli, Alessandra Italien                           |
| 2002        | Formica, Franco – Nikiforova, Oksana Deutschland, TC Nova Gießen                      | Gozzoli, Mirko – Betti, Alessia Italien                                         | Giovannini, Domizio – Baldo, Annisa Italien                          | Watson, Bryan – Carmen Deutschland                         | Pino, William – Bucciarelli, Alessandra Italien                           |
| 2001        | Formica, Franco – Nikiforova, Oksana Deutschland, TSG Blau-Gold Gießen                | Gozzoli, Mirko – Betti, Alessia Italien                                         | Giovannini, Domizio – Baldo, Annisa Italien                          | Watson, Bryan – Carmen Deutschland                         | Giovannini, Domizio – Baldo, Annisa Italien                               |
| 2000        | Formica, Franco – Nikiforova, Oksana Deutschland, TSG Blau-Gold Gießen                | Villa, Roberto – Barry, Michelle England                                        | Burger, Hans-Jürgen und Ulrike, TC Blau-Orange Wiesbaden             | Watson, Bryan – Carmen Deutschland                         | Pino, William – Bucciarelli, Alessandra Italien                           |